# Odd Sagør

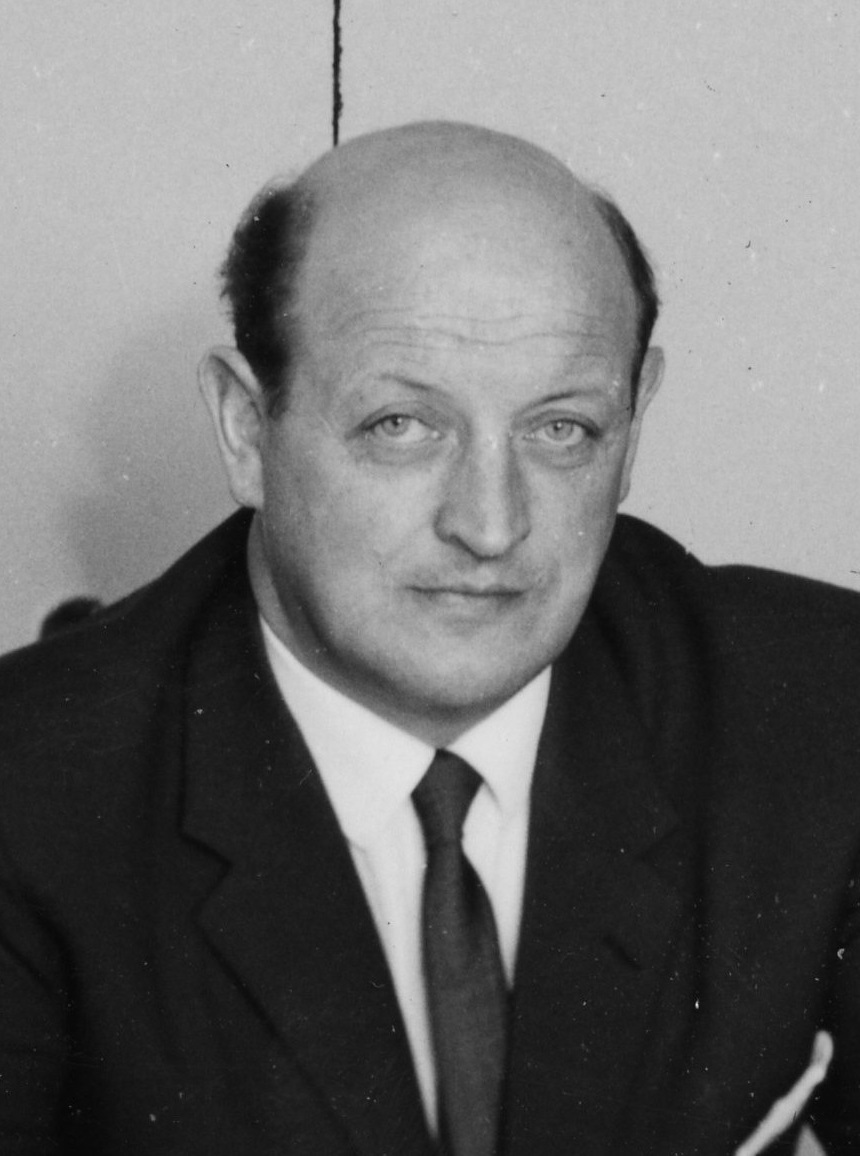
Odd Sagør, 1963

Odd Georg Sagør (* 2. Juli 1918 in Meldal; † 24. Juni 1993) war ein norwegischer Politiker der Arbeiderpartiet (Ap). Von Oktober 1973 bis Januar 1976 war er Verbraucher- und Verwaltungsminister seines Landes.

## Leben
Sagør schloss im Jahr 1935 die Mittelschule und 1938 die Handelsschule ab. Von 1936 bis 1939 arbeitete er als Assistent bei der Versicherungsgesellschaft Norges Brannkasse, bevor er dort Sekretär wurde. In den Jahren 1941 und 1942 machte er eine Ausbildung zum Wirtschaftsprüfer. Später hatte er bei der Norges Brannkasse Positionen wie Distriktsinspekteur und Distriktschef inne. Von 1969 bis 1970 war er Abteilungschef für die Region Møre und Trøndelag.
Im Jahr 1945 zog er zudem erstmals in den Stadtrat von Trondheim ein. In den Jahren 1959 bis 1963 war Sagør dabei der stellvertretende Bürgermeister und anschließend bis 1970 der erste Bürgermeister der Stadt. In den Jahren 1963 bis 1970 war er zudem Abgeordneter im Fylkesting des damaligen Fylkes Sør-Trøndelag. In den Jahren 1970 bis 1973 fungierte er als Finansrådmann von Trondheim, er war also für die Finanzen der Stadt zuständig.
Am 16. Oktober 1973 wurde er zum Verbraucher- und Verwaltungsminister in der neu gebildeten Regierung Bratteli II ernannt. Er hatte das Amt bis zum Abgang der Regierung am 15. Januar 1976 inne. Anschließend kehrte er nach Trondheim zurück, wo er bis 1986 als Rådmann, also als Verwaltungschef, wirkte.